# Třída Serviola
Třída Serviola je třída pobřežních hlídkových lodí španělského námořnictva. Tvoří ji celkem čtyři jednotky, zařazené do služby v letech 1990–1991. Jejich hlavním úkolem je pobřežní hlídkování a ochrana výsadní námořní ekonomické zóny Španělska.
Na základě třídy Serviola byla pro venezuelské námořnictvo postavena modernizovaná třída Guaicamacuto.

## Stavba
Všechny čtyři jednotky této třídy postavila španělská loděnice EN Bazán (nyní Navantia).
Jednotky třídy Serviola:
| Jméno            | Zahájení prací | Spuštěna | Vstup do služby    | Status  |
| ---------------- | -------------- | -------- | ------------------ | ------- |
| Serviola (P-71)  |                | 1990     | 10. května 1990    | aktivní |
| Centinela (P-72) |                | 1990     | 30. března 1990    | aktivní |
| Vigia (P-73)     |                | 1991     | 12. dubna 1991     | aktivní |
| Atalaya (P-74)   |                | 1991     | 22. listopadu 1991 | aktivní |

## Konstrukce
Výzbroj tvoří jeden 76mm kanón, dva 12,7mm kulomety M2 Browning a jeden 7,92mm kulomet MG-42. Pohonný systém tvoří dva diesely MTU. Lodní šrouby jsou dva.